# Onthophagus armatus
Onthophagus armatus là một loài bọ cánh cứng trong họ Bọ hung (Scarabaeidae).